# Adolfo Scilingo
Adolfo Francisco Scilingo (Bahía Blanca, 28 de julio de 1946) es un exmilitar argentino, condenado como autor de delitos de lesa humanidad por actos que cometió durante su desempeño como oficial de marina de guerra durante la dictadura cívico-militar argentina autodenominada «Proceso de Reorganización Nacional», que gobernó entre 1976 y 1983.

## Biografía
Sus padres se llamaban Isabel Manzorro y Adolfo Armando Scilingo.

### Confesión de su rol durante la dictadura militar
Scilingo fue el primer oficial de la dictadura que admitió en público el terrorismo de Estado llevado a la práctica en Argentina, en una entrevista con el periodista Horacio Verbitsky en el año 1994 y publicada en el 1995.
La confesión reveló la complicidad de la Iglesia católica, el silencio de las autoridades de la Armada en democracia y la especulación política del gobierno de la época, presidido por Carlos Menem.
Tras la publicación de El vuelo, Hollywood quiso hacer una película, pero el periodista Horacio Verbitsky se negó a ceder los derechos si no había garantías de respeto a la tragedia argentina y a que el derecho de las víctimas no fuera supeditado a los necesidades de dramatización del guion.
Confesó ante el juez español Baltasar Garzón haber participado en dos "vuelos de la muerte", durante los cuales a muchos prisioneros se los arrojaba al mar con la intención de hacerlos desaparecer.
De acuerdo a Fernando Mas:

"El testimonio de Scilingo ante Garzón contribuyó en forma decisiva a implicar a los altos jefes de la Armada de los tiempos de la dictadura".

Scilingo explicó el funcionamiento de la ESMA:

"El centro de operaciones más importante que tenía la Armada en la lucha antisubversiva, o sea, el centro de la guerra. Scilingo describió en forma minuciosa… los vuelos de la muerte con los prisioneros narcotizados a bordo (haciéndoles creer que se les trasladaba a una prisión al sur de Argentina y deberían aplicarse una vacuna), a los cuales se desnudaba y arrojaba vivos al mar".

#### Caso del Teniente de Navío Devoto
El Teniente de Fragata retirado Jorge Alberto Devoto fue a entrevistarse el 21 de marzo de 1977 al Edificio Libertad, sede del comando en Jefe de la Armada. Devoto tenía intención de averiguar el paradero y la suerte de su suegro, el exjuez Antonio Bettini, quien había sido secuestrado setenta y dos horas antes. Allí se señala que fue recibido y entrevistado por el titular del Servicio de Inteligencia Naval, Capitán Eduardo Osvaldo Invierno. No hay constancia oficial que certifique de su egreso de dicho edificio. Posteriormente se supo, por declaraciones del propio Adolfo Scilingo, que Devoto fue arrojado al mar en los vuelos de la muerte con vida pero, a diferencia de los demás prisioneros, sin haber sido sedado. Fue arrojado consciente debido a que “a Devoto lo tiraron despierto, por traidor”, según el testimonio de Scilingo, piloto de aquellos vuelos.

### Proceso y condena
En abril de 2005, el marino fue enjuiciado en España por delitos de lesa humanidad cometidos entre 1976 y 1977 y, tras haberse probado su responsabilidad en la muerte de treinta personas y una detención ilegal seguida de torturas, condenado a 640 años de prisión.
Ya en julio de 2007, al comprobarse su complicidad en otras 255 detenciones ilegales, el Tribunal Supremo español elevó la condena a 1084 años.
En 2020 fue beneficiado por un régimen de «reinserción» en la sociedad, que le permitió salir de prisión y colaborar en una parroquia de Madrid.
A Scilingo se le concedió un tercer grado penitenciario ―también conocido como «régimen Cenicienta»―, por el cual queda libre durante el día pero debe volver a la cárcel para dormir, salvo los fines de semana. Este recurso tiene distintos niveles, y el que se le otorgó al represor es más flexible: lo exime de volver por las noches a prisión y lo habilita a dormir en un CIS. Este beneficio suele ser la antesala de un pedido de libertad condicional, que sería el próximo movimiento que daría el ex marino y con el cual quedaría eximido de ir a un Centro de Reinserción.